# Todiramphus pyrrhopygius
Todiramphus pyrrhopygius е вид птица от семейство Halcyonidae.

## Разпространение
Видът е разпространен в Австралия.